# Bihari (taal)
Het Bihari is een groep van Indo-Arische talen die met name gesproken worden in de Indiase staat Bihar, maar ook in Nepal. De taalgroep heeft ook in meer en mindere mate invloed gehad op de talen van Indiase emigranten. De ISO 639-codes zijn: bih en bh.
De Biharigroep bestaat uit de volgende talen:
- Angika (725.000 sprekers)
- Bhojpuri (26.254.000 sprekers). Geschreven in het Kaithi schrift.
- Caribisch Hindoestani
  - Sarnami Hindoestani
- Kudmali (37.000 sprekers)
- Magahi (11.362.000 sprekers)
- Maithili (24.191.900 sprekers)
- Majhi
- Musasa
- Oraon Sadri
- Panchpargania (274.000 sprekers)
- Sadri (1.965.000 sprekers)
- Surajpuri (273.000 sprekers)